# Joe Pesci
Joseph Francesco DeLores Eliot Pesci (Newark, New Jersey, 9. veljače 1943.), poznat kao Joe Pesci, je američki glumac talijanskog podrijetla, komičar i pjevač poznat po ulogama nasilnika i mafijaških ubojica, ali i čangrizavih smiješnih likova. Dobitnik je Oscara za najbolju sporednu ulogu u filmu Dobri momci 1990.

## Životopis

### Rani život
Pesci je rođen u Newarku, New Jersey, u obitelji Edwardoa Francesca Pescija, vozača viljuškara i barmena, i Mary DeLores Mesce, koja je radila honorarno kao fizerka. Pescijev otac radio je za General Motors. Pesci je počeo raditi u šezdesetima kao brijač, krenuvši majčinim stopama; izdao je i album Little Joe Sure Can Sing pod imenom Joseph Richie, zajedno s bendom čiji je član bio i njegov dobar prijatelj i budući suradnik na filmu, Frank Vincent.

### Karijera
Prekretnica u filmskoj karijeri bio je film  Martina Scorsesea iz 1980., sportska drama Razjareni bik, u kojem je Pesci glumio brata  Roberta De Nira. Poslije je također nastupao s De Nirom nekoliko puta, često u sličnim ulogama, u filmovima Bilo jednom u Americi (za koji je angažiran na De Nirov zahtjev), Dobri momci (za koji je dobio Oscara za najboljeg sporednog glumca), i  Casino. Par je postao toliko popularan da je se pojavio skeč u programu Saturday Night Live, nazvan The Joe Pesci Show (pravi Pesci i De Niro pojavili su se u jednoj epizodi kao gosti iznenađenja).
Pesci je nastupio i u prva dva filma iz serijala Sam u kući, u ulozi jednog od dvojice nespretnih lopova (zajedno s Danielom Sternom) koji pokušavaju opljačkati kuću Macaulayja Culkina. Jedna od njegovih najboljih nemafijaških uloga bila je ona Davida Ferrieja u filmu  JFK. Nastupio je u tri filma iz serijala Smrtonosno oružje kao podli, ali simpatični Leo Getz.
1999. Pesci je objavio kako prestaje glumiti kako bi se posvetio glazbenoj karijeri i uživao u životu podalje od kamere. Pesci se ipak vratio glumi kad je se pojavio u maloj ulozi u De Nirovu filmu iz 2006., Dobri pastir.

## Filmografija
| Godina | Film                                | Uloga                     | Bilješke                                                                                |
| ------ | ----------------------------------- | ------------------------- | --------------------------------------------------------------------------------------- |
| 1961.  | Hey, Let's Twist                    | Dječak u klubu            | nepotpisan                                                                              |
| 1969.  | Out Of It                           | Michael                   |                                                                                         |
| 1976.  | The Death Collector                 | Joe Salvino               |                                                                                         |
| 1980.  | Razjareni bik                       | Joey LaMotta              | Nagrada BAFTA Nominiran - Oscar za najboljeg sporednog glumca Nominiran - Zlatni globus |
| 1982.  | Dear Mr. Wonderful                  | Ruby Dennis               |                                                                                         |
| 1983.  | Laka lova                           | Nicky Cerone              |                                                                                         |
| 1984.  | Bilo jednom u Americi               | Franky Minaldi            |                                                                                         |
| 1984.  | Svi u zatvor                        | Corrado Parrisi           |                                                                                         |
| 1984.  | Eureka                              | Mayakofsky                |                                                                                         |
| 1987.  | Tjelesna straža                     | David Coolidge            |                                                                                         |
| 1988.  | Moonwalker                          | Mr. Big                   |                                                                                         |
| 1989.  | Smrtonosno oružje 2                 | Leo Getz                  |                                                                                         |
| 1990.  | Betsyno vjenčanje                   | Oscar Henner              |                                                                                         |
| 1990.  | Dobri momci                         | Tommy DeVito              | Oscar za najboljeg sporednog glumca Nominiran - Zlatni globus                           |
| 1990.  | Sam u kući                          | Harry Lime                |                                                                                         |
| 1991.  | The Super                           | Louie Kritski             |                                                                                         |
| 1991.  | JFK                                 | David Ferrie              |                                                                                         |
| 1992.  | Moj rođak Vinny                     | Vincent LaGuardia Gambini |                                                                                         |
| 1992.  | Smrtonosno oružje 3                 | Leo Getz                  |                                                                                         |
| 1992.  | Oko javnosti                        | Leon Bernstein            |                                                                                         |
| 1992.  | Sam u kući 2: Izgubljen u New Yorku | Harry Lime                |                                                                                         |
| 1993.  | Priča iz Bronxa                     | Carmine                   |                                                                                         |
| 1994.  | Jimmy Hollywood                     | Jimmy Alto                |                                                                                         |
| 1994.  | With Honors                         | Simon Wilder              |                                                                                         |
| 1995.  | Casino                              | Nicky Santoro             |                                                                                         |
| 1997.  | Osam glava u torbi                  | Tommy Big Balls           |                                                                                         |
| 1998.  | Gone Fishin'                        | Joe Waters                |                                                                                         |
| 1998.  | Smrtonosno oružje 4                 | Leo Getz                  |                                                                                         |
| 2006.  | Dobri pastir                        | Joseph Palmi              |                                                                                         |
| 2010.  | Love Ranch                          | Charlie Bontempo          |                                                                                         |
| 2019.  | The Irishman                        | Russell Bufalino          |                                                                                         |

## Vanjske poveznice
- Joe Pesci u internetskoj bazi filmova IMDb-u (engl.)